# Lycia adkini
Lycia adkini är en fjärilsart som beskrevs av Harr. Lycia adkini ingår i släktet Lycia och familjen mätare. Inga underarter finns listade i Catalogue of Life.